# John Cornely
Pour les articles homonymes, voir Cornely.
John Francis Cornely (né le 17 mai 1989 à Mount Pleasant, Caroline du Sud, États-Unis) est un lanceur de relève droitier qui a joué une manche pour les Braves d'Atlanta dans la Ligue majeure de baseball.

## Carrière
Joueur du Wofford College à Spartanburg en Caroline du Sud, John Cornely est repêché au 15e tour de sélection par les Braves d'Atlanta en 2011. 
Il fait ses débuts dans le baseball majeur le 29 avril 2015 avec Atlanta dans un match contre les Nationals de Washington. Après ce seul match pour les Braves, son contrat est transféré aux Red Sox de Boston le 20 mai 2015.